# Anaespogonius ochraceofulvus
Anaespogonius ochraceofulvus är en skalbaggsart som beskrevs av Hayashi 1974. Anaespogonius ochraceofulvus ingår i släktet Anaespogonius och familjen långhorningar.
Artens utbredningsområde är Taiwan. Inga underarter finns listade i Catalogue of Life.